# Forsterocoris salmoni
Forsterocoris salmoni är en insektsart som först beskrevs av Woodward 1953.  Forsterocoris salmoni ingår i släktet Forsterocoris och familjen Rhyparochromidae. Inga underarter finns listade i Catalogue of Life.